# Europaspiele 2015/Schießen
Bei den Europaspielen 2015 in Baku, Aserbaidschan wurden vom 16. bis 22. Juni 2015 insgesamt neunzehn Wettbewerbe im Sportschießen ausgetragen (neun für Männer, sechs für Frauen sowie vier Mixed-Wettbewerbe). Veranstaltungsort war das Baku Shooting Centre.

## Medaillengewinner

### Männer

#### Luftpistole 10 Meter
| Platz | Sportler       | Land     | Ringe |
| ----- | -------------- | -------- | ----- |
| 1     | Damir Mikec    | Serbien  | 201,8 |
| 2     | João Costa     | Portugal | 201,5 |
| 3     | Juraj Tužinský | Slowakei | 180,1 |

Datum: 17. Juni 2015

#### Freie Pistole 50 Meter
| Platz | Sportler               | Land     | Ringe |
| ----- | ---------------------- | -------- | ----- |
| 1     | Damir Mikec            | Serbien  | 192,2 |
| 2     | Pavol Kopp             | Slowakei | 187,5 |
| 3     | Abdullah Ömer Alimoğlu | Türkei   | 167,1 |

Datum: 20. Juni 2015

Teilnehmer:

5.  Florian Schmidt

#### Schnellfeuerpistole 25 Meter
| Platz | Sportler        | Land        | Ringe |
| ----- | --------------- | ----------- | ----- |
| 1     | Christian Reitz | Deutschland | 33    |
| 2     | Alexei Klimow   | Russland    | 29    |
| 3     | Oliver Geis     | Deutschland | 27    |

Datum: 21. Juni 2015

Teilnehmer:

#### Luftgewehr 10 Meter
| Platz | Sportler          | Land    | Ringe |
| ----- | ----------------- | ------- | ----- |
| 1     | Wital Bubnowitsch | Belarus | 206,6 |
| 2     | Niccolò Campriani | Italien | 206,4 |
| 3     | Sergej Richter    | Israel  | 185,5 |

Datum: 16. Juni 2015

Teilnehmer:

07.  Michael Janker

10.  Julian Justus

13.  Alexander Schmirl

32.  Pascal Loretan

34.  Jan Lochbihler

35.  Thomas Mathis

#### Kleinkalibergewehr Dreistellungskampf 50 Meter
| Platz | Sportler            | Land       | Ringe |
| ----- | ------------------- | ---------- | ----- |
| 1     | Valérian Sauveplane | Frankreich | 456,2 |
| 2     | Petar Gorša         | Kroatien   | 454,0 |
| 3     | Wital Bubnowitsch   | Belarus    | 444,5 |

Datum: 21. Juni 2015

Teilnehmer:

05.  Michael Janker

08.  Jan Lochbihler

10.  Daniel Brodmeier

16.  Alexander Schmirl

20.  Thomas Mathis

21.  Simon Beyeler

#### Kleinkalibergewehr liegend 50 Meter
| Platz | Sportler         | Land        | Ringe |
| ----- | ---------------- | ----------- | ----- |
| 1     | Henri Junghänel  | Deutschland | 208,5 |
| 2     | Marco De Nicolo  | Italien     | 207,3 |
| 3     | Sjarhej Martynau | Belarus     | 186,3 |

Datum: 18. Juni 2015

Teilnehmer:

10.  Thomas Mathis

22.  Claude-Alain Delley

27.  Daniel Brodmeier

31.  Alexander Schmirl

37.  Simon Beyeler

#### Wurfscheibe Trap
| Platz | Sportler          | Land     |
| ----- | ----------------- | -------- |
| 1     | Alexei Alipow     | Russland |
| 2     | Erik Varga        | Slowakei |
| 3     | Giovanni Pellielo | Italien  |

Datum: 17. Juni 2015

Teilnehmer:

25.  Lyndon Sosa

29.  Karsten Bindrich

30.  Andreas Scherhaufer

#### Wurfscheibe Doppeltrap
| Platz | Sportler         | Land     |
| ----- | ---------------- | -------- |
| 1     | Witali Fokejew   | Russland |
| 2     | Richárd Bognár   | Ungarn   |
| 3     | Antonino Barilla | Italien  |

Datum: 19. Juni 2015

Teilnehmer:

4.  Andreas Löw

7.  Michael Goldbrunner

#### Wurfscheibe Skeet
| Platz | Sportler         | Land     |
| ----- | ---------------- | -------- |
| 1     | Valerio Luchini  | Italien  |
| 2     | Stefan Nilsson   | Schweden |
| 3     | Marko Kemppainen | Finnland |

Datum: 21. Juni 2015

Teilnehmer:

08.  Fabio Ramella

21.  Sebastian Kuntschik

23.  Ralf Buchheim

29.  Sven Korte

### Frauen

#### Luftpistole 10 Meter
| Platz | Sportler           | Land    | Ringe |
| ----- | ------------------ | ------- | ----- |
| 1     | Zorana Arunović    | Serbien | 199,5 |
| 2     | Sonia Franquet     | Spanien | 196,3 |
| 3     | Wiktoryia Tschajka | Belarus | 177,4 |

Datum: 17. Juni 2015

Teilnehmer:

07.  Heidi Diethelm Gerber 97,7

08.  Sylvia Steiner 76,7

09.  Stefanie Thurmann

11.  Monika Karsch

#### Sportpistole 25 Meter
| Platz | Sportler              | Land        |
| ----- | --------------------- | ----------- |
| 1     | Heidi Diethelm Gerber | Schweiz     |
| 2     | Antoaneta Bonewa      | Bulgarien   |
| 3     | Monika Karsch         | Deutschland |

Datum: 20. Juni 2015

#### Luftgewehr 10 Meter
| Platz | Sportler         | Land        | Ringe |
| ----- | ---------------- | ----------- | ----- |
| 1     | Andrea Arsović   | Serbien     | 207,8 |
| 2     | Sarah Hornung    | Schweiz     | 207,7 |
| 3     | Barbara Engleder | Deutschland | 186,0 |

Datum: 16. Juni 2015

Teilnehmer:

18.  Olivia Hofmann

20.  Jasmin Mischler

24.  Lisa Müller

29.  Stephanie Obermoser

32.  Carole Calmes

#### Kleinkalibergewehr Dreistellungskampf 50 Meter
| Platz | Sportler        | Land       | Ringe |
| ----- | --------------- | ---------- | ----- |
| 1     | Petra Zublasing | Italien    | 464,7 |
| 2     | Laurence Brize  | Frankreich | 454,6 |
| 3     | Olivia Hofmann  | Österreich | 443,2 |

Datum: 19. Juni 2015

Teilnehmer:

05.  Beate Gauß

06.  Petra Lustenberger

12.  Amelie Kleinmanns

21.  Marina Schnider

32.  Stephanie Obermoser

#### Wurfschreibe Trap
| Platz | Sportler        | Land       |
| ----- | --------------- | ---------- |
| 1     | Fátima Gálvez   | Spanien    |
| 2     | Arianna Perilli | San Marino |
| 3     | Jelena Tkatsch  | Russland   |

Datum: 16. Juni 2015

Teilnehmer:

09.  Katrin Quooß

18.  Jana Beckmann

#### Wurfscheibe Skeet
| Platz | Sportler       | Land                   |
| ----- | -------------- | ---------------------- |
| 1     | Amber Hill     | Vereinigtes Königreich |
| 2     | Diana Bacosi   | Italien                |
| 3     | Chiara Cainero | Italien                |

Datum: 20. Juni 2015

Teilnehmer:

5.  Christine Wenzel

### Mixed

#### 10 Meter Luftpistole
| Platz | Sportler                                    | Land         |
| ----- | ------------------------------------------- | ------------ |
| 1     | Monika Karsch Christian Reitz               | Deutschland  |
| 2     | Anna Korakaki Konstantinos Malgarinos       | Griechenland |
| 3     | Jekaterina Korschunowa Wladimir Gontscharow | Russland     |

Datum: 22. Juni 2015

#### 10 Meter Luftgewehr
| Platz | Sportler                          | Land     |
| ----- | --------------------------------- | -------- |
| 1     | Petra Zublasing Niccolò Campriani | Italien  |
| 2     | Stine Nielsen Steffen Olsen       | Dänemark |
| 3     | Darja Wdowina Sergei Kruglow      | Russland |

Datum: 22. Juni 2015

Teilnehmer:

05.  Alexander Schmirl/Stephanie Obermoser

09.  Michael Janker/Lisa Müller

12.  Pascal Loretan/Jasmin Mischler

#### Wurfscheibe Trap
| Platz | Sportler                            | Land       |
| ----- | ----------------------------------- | ---------- |
| 1     | Erik Varga Zuzana Rehák-Štefečeková | Slowakei   |
| 2     | Alexei Alipow Jelena Tkatsch        | Russland   |
| 3     | Manuel Mancini Alessandra Perilli   | San Marino |

Datum: 18. Juni 2015

Teilnehmer:

7.  Karsten Bindrich/Katrin Quooß

#### Wurfscheibe Skeet
| Platz | Sportler                             | Land       |
| ----- | ------------------------------------ | ---------- |
| 1     | Valerio Luchini Diana Bacosi         | Italien    |
| 2     | Georgios Achilleos Andri Eleftheriou | Zypern     |
| 3     | Lucie Anastassiou Anthony Terras     | Frankreich |

Datum: 22. Juni 2015

## Medaillenspiegel
| Rang   | Land                   | Gold | Silber | Bronze | Gesamt |
| ------ | ---------------------- | ---- | ------ | ------ | ------ |
| 1      | Italien                | 4    | 3      | 3      | 10     |
| 2      | Serbien                | 4    | 0      | 0      | 4      |
| 3      | Deutschland            | 3    | 0      | 3      | 6      |
| 4      | Russland               | 2    | 2      | 3      | 7      |
| 5      | Slowakei               | 1    | 2      | 1      | 4      |
| 6      | Frankreich             | 1    | 1      | 1      | 3      |
| 7      | Schweiz                | 1    | 1      | 0      | 2      |
| 7      | Spanien                | 1    | 1      | 0      | 2      |
| 9      | Belarus                | 1    | 0      | 3      | 4      |
| 10     | Vereinigtes Königreich | 1    | 0      | 0      | 1      |
| 11     | San Marino             | 0    | 1      | 1      | 2      |
| 12     | Bulgarien              | 0    | 1      | 0      | 1      |
| 12     | Dänemark               | 0    | 1      | 0      | 1      |
| 12     | Griechenland           | 0    | 1      | 0      | 1      |
| 12     | Kroatien               | 0    | 1      | 0      | 1      |
| 12     | Portugal               | 0    | 1      | 0      | 1      |
| 12     | Schweden               | 0    | 1      | 0      | 1      |
| 12     | Ungarn                 | 0    | 1      | 0      | 1      |
| 12     | Zypern                 | 0    | 1      | 0      | 1      |
| 20     | Finnland               | 0    | 0      | 1      | 1      |
| 20     | Israel                 | 0    | 0      | 1      | 1      |
| 20     | Österreich             | 0    | 0      | 1      | 1      |
| 20     | Türkei                 | 0    | 0      | 1      | 1      |
| Gesamt | Gesamt                 | 19   | 19     | 19     | 57     |